# Keramag
Die Keramag Keramische Werke GmbH waren ein deutscher Markenhersteller für Sanitärkeramik. 
Seit 1991 gehörten sie zur finnischen Sanitec-Gruppe, die 2015 von Geberit übernommen wurde. Seit dem 1. April 2019 werden die Produkte nicht mehr unter der Marke Keramag angeboten.

## Geschichte

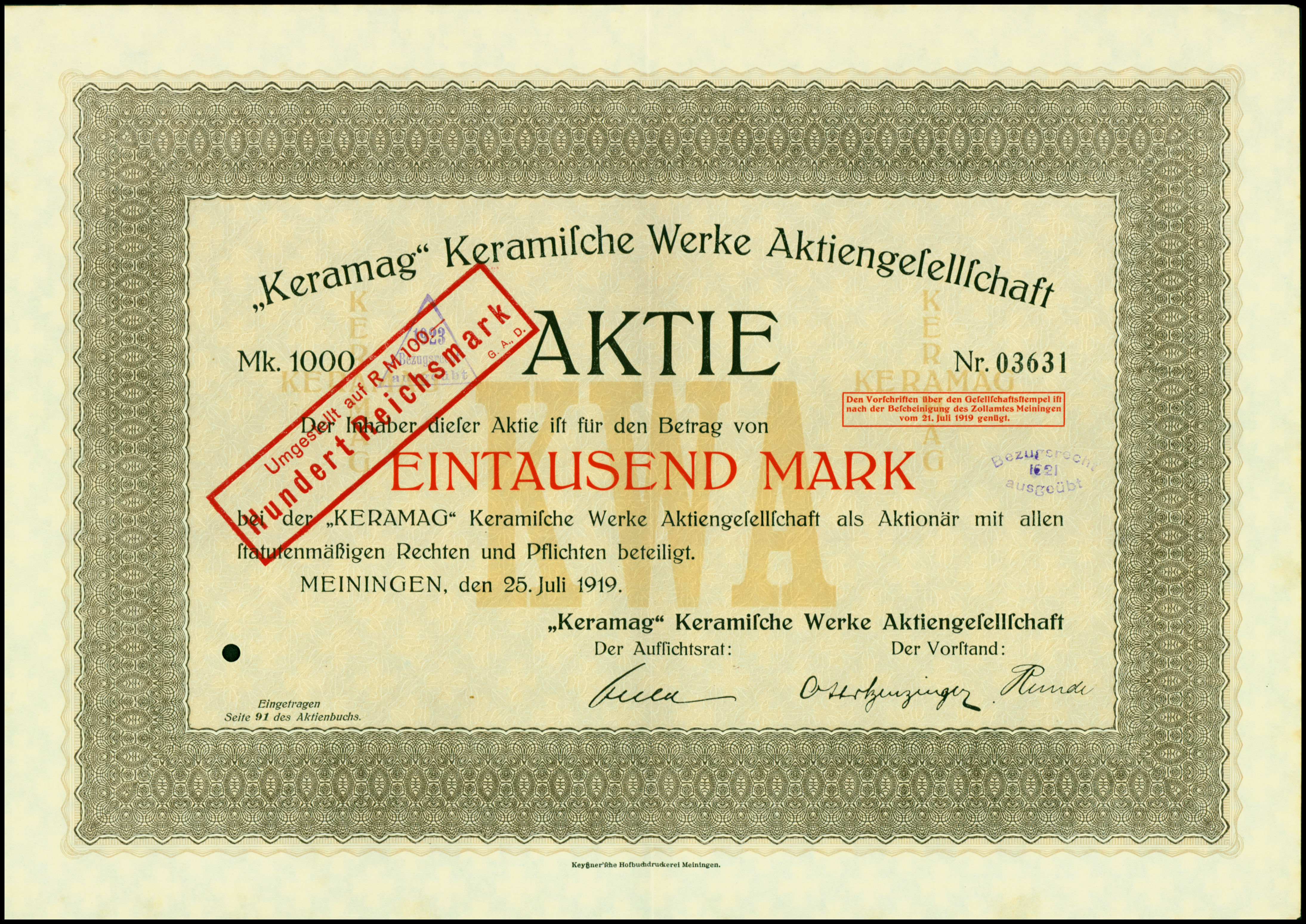
Aktie über 1000 Mark der Keramag Keramische Werke AG vom 25. Juli 1919

Die Keramag GmbH geht zurück auf die 1903 von den englischen Unternehmern Thomas W. Twyford und Alfred Johnson gegründeten Feuertonfabriken in Ratingen und Wesel sowie die „Diamant“ Steingutwerke GmbH in Flörsheim am Main. Durch den allgemeinen sanitären Fortschritt, der im England des ausgehenden 19. Jahrhunderts seinen Anfang nahm (unter anderem durch die Erfindung des Water Closet, WC), entstand ein großer Bedarf nach Sanitärkeramik. Um den deutschen Markt beliefern zu können, ohne hohe Einfuhrzölle zahlen zu müssen, wurden die Feuertonfabriken an den Standorten Ratingen (Twyford) und Wesel (Johnson) errichtet.
1910 beschäftigten die beiden Fabriken zusammen bereits über 1000 Angestellte. 1917 mussten sie aufgrund der kriegsbedingt zunehmend kritischen Wirtschaftslage Insolvenz anmelden und wurden am 9. März 1917 gemeinsam mit der „Diamant“ Steingutwerke GmbH in Flörsheim zur Keramische Werke GmbH mit Sitz in Ratingen zusammengeführt. Am 19. Juni 1918 wurde das bereits zuvor gebräuchliche Kürzel Keramag in den Firmennamen integriert, das Unternehmen nannte sich nunmehr Keramag Keramische Werke GmbH. Es stellte fortan sanitäres Steingut, Feuerton und andere keramische Erzeugnisse her. Im Jahr 1926 übernahm die britische Unternehmerfamilie Walker (sie hatte im Jahr zuvor ihre Anteile an der Destillerie John Walker & Sons verkauft) die Aktienmehrheit an dem Unternehmen.
Nach dem Zweiten Weltkrieg wuchs die Keramag infolge der prosperierenden Bauindustrie rasch und stieg zum Marktführer für Sanitärkeramik in Deutschland auf. In den 1960er Jahren erfolgte eine europaweite Expansion. 1968 wurde das Unternehmen von der französischen Allia S.A. übernommen, die bis zur Umwandlung in eine GmbH die Aktienmehrheit hielt und deren Tochter Allia Holding zum Schluss gar 100 % der Aktien besaß.
1982 wurde das Werk in Flörsheim geschlossen. Gleichwohl hält die seit 1912 vor den Werkstoren entstandene und zu einem Stadtteil herangewachsene Wohnsiedlung durch ihren Namen Keramag/Falkenberg die Erinnerung an das Keramik-Werk weiterhin lebendig. 1990 übernahm die Keramag von der Treuhandanstalt die Keramischen Werke Haldensleben in Haldensleben bei Magdeburg. 1991 erwarb die Sanitec Corporation den bisherigen Mehrheitseigner der Keramag, die Allia S. A., und gliederte das Unternehmen in die eigene Unternehmensgruppe ein, die europäischer Marktführer für Sanitärkeramik ist. 1998 wurde die Spectra Vertriebsgesellschaft (mit der Varicor S. A. S., Hersteller des polymergebundenen Mineralwerkstoffs Varicor) zu 100 % übernommen.
Keramag betrieb die Werke in Wesel und Haldensleben, die Varicor S. A. S. wurde 2004 abgestoßen. Auf einer außerordentlichen Hauptversammlung am 4. November 2005 wurde ein Beherrschungs- und Gewinnabführungsvertrag mit der Allia Holding GmbH geschlossen, der am 23. Dezember 2005 wirksam wurde.

## Seit 2015 unter Geberit
Im März 2015 wurde Keramag von der Geberit Gruppe, einem weltweit tätigen Konzern für Sanitärprodukte, übernommen. 
Im April 2019 wurde der Vertrieb der Produkte unter der Marke Keramag eingestellt. Produktnamen wurden seitdem modifiziert, die schmutzabweisende Glasur mit hoher Glätte KeraTect heißt seitdem Tect.